# Ángel Di María
Ángel Fabián di María (Rosario, 14. veljače 1988.) argentinski je nogometaš koji trenutačno igra za Rosario Central.
Ima više nadimaka, a neki su: El Angelito, Di Magia, El Flaco, El Pibito i Fideo.

## Klupska karijera
Di Maria je započeo svoju profesionalnu nogometnu karijeru u 2005, kada je debitirao za Rosario Central.
U siječnju 2007. imao je priliku zaigrati za Rubin Kazan koji mu je ponudio ugovor. U početku je prihvatio ponudu, ali je se poslije predomislio te ju odbio. Nakon izvrsne igre za mladu argentinsku nogometnu reprezentaciju U-20 na svjetskom kupu 2007. bio je na oku mnogih europskih klubova potpisao je za portugalsku Benficu.

### Benfica
Ángel di María je u srpnju došao u Benficu te je igrao kao vezni igrač. Benfica je platila 6.000.000. eura Rosariu za njega, a u kolovozu 2008. Benfica je platila još 2.000.000 eura. Predsjednik Luís Filipe Vieira rekao je da će Ángel di María biti savršena zamjena za odlazak kapetana Simaa. Tijekom prvih mjeseci svog boravka u Lisabonu pokazao je da je igrač vrhunske kvalitete. On je potpisao novi ugovor u trajanju tri godine s Benficom te je odštetna klauzula za njega bila 40.000.000. eura. Dana 27. veljače 2010. postigao je svoj prvi hat-trick protiv Leixões SC te su ga portugalske sportske novine proglasile Čarobni Tri Maria.

### Real Madrid
Dana 28. lipnja 2010. na službenim stranicama Real Madrida pisalo je da su se dogovorili s Benficom oko prelaska Ángela di Maríe. On je potpisao petogodišnji ugovor vrijedan 25.000.000. eura. Prvi debi za Kraljevski klub imao je 4. kolovoza 2010. u prijateljskoj utakmici protiv Herculesa koju je madridski Real pobijedio rezultatom 3-1.
Prvi pogodak upisao je u 2-0 pobjedi protiv CA Peñarola za trofej Santiago Bernabeua. Prvi ligaški debi dožživio je protiv Mallorce, a prvi pogodak u ligi je postigao Real Sociedadu 28. rujna 2010.
Prvi pogodak u Ligi prvaka postigao je AJ Auxerreu.

### Manchester United
U ljeto 2014. prelazi iz Real Madrida u engleski nogometni klub Manchester United za rekordnih 75 milijuna eura.

### Paris Saint Germain
Nakon samo jedne sezone u Engleskoj, Di Maria prelazi u ljeto 2015. u Paris Saint-Germain FC.

## Reprezentacija
Za argentinsku nogometnu reprezentaciju igra sve od svoje 18. godine. Na Svjetskom kupu 2007. u Kanadi odveo je reprezentaciju do prvog mjesta s tri pogotka.
Dana 23. kolovoza 2008. donio je svojoj reprezentaciji drugo olimpijsko zlato prekrasnim pogotkom protiv Nigerije u 57. minuti lobom s kraja šesnaesterca za 1-0.
Svoj prvi pogodak za izabranu A vrstu postigao je u 1-0 pobjedi protiv Irske u Dublinu.

## Trofeji
Benfica
- Portugalska SuperLiga (1): 2009./10.
- Portugalski liga kup (2): 2008./09., 2009./10.

Real Madrid
- Kup kralja (2): 2011., 2014.
- La Liga (1) : 2011./12.
- Španjolski superkup (1) : 2012.
- Liga prvaka (1) : 2013./14.
- UEFA Superkup (1) : 2014.

Argentina
- Ljetne olimpijske igre (1) : 2008.
- FIFA U-20 svjetsko prvenstvo (1) : 2007.

## Statistike

### Klupska statistika
- Ažurirano 1. srpnja 2017.
- Nas. = nastupi; Gol. = golovi

| Klub                | Sezona            | Liga | Liga | Kup  | Kup  | Liga kup | Liga kup | Međunarodno | Međunarodno | Ostalo | Ostalo | Ukupno | Ukupno |
| Klub                | Sezona            | Nas. | Gol. | Nas. | Gol. | Nas.     | Gol.     | Nas.        | Gol.        | Nas.   | Gol.   | Nas.   | Gol.   |
| ------------------- | ----------------- | ---- | ---- | ---- | ---- | -------- | -------- | ----------- | ----------- | ------ | ------ | ------ | ------ |
| Rosario Central     | 2005./06.         | 10   | 0    | 0    | 0    | —        | —        | 4           | 0           | 0      | 0      | 14     | 0      |
| Rosario Central     | 2006./07.         | 25   | 6    | 0    | 0    | —        | —        | 0           | 0           | 0      | 0      | 25     | 6      |
| Rosario Central     | Ukupno            | 35   | 6    | 0    | 0    | 0        | 0        | 4           | 0           | 0      | 0      | 39     | 6      |
| Benfica             | 2007./08.         | 26   | 0    | 5    | 0    | 3        | 0        | 10          | 1           | 0      | 0      | 44     | 1      |
| Benfica             | 2008./09.         | 24   | 2    | 1    | 0    | 5        | 1        | 5           | 1           | 0      | 0      | 35     | 4      |
| Benfica             | 2009./10.         | 26   | 5    | 1    | 0    | 4        | 1        | 14          | 4           | 0      | 0      | 45     | 10     |
| Benfica             | Ukupno            | 76   | 7    | 7    | 0    | 12       | 2        | 29          | 6           | 0      | 0      | 124    | 15     |
| Real Madrid         | 2010./11.         | 35   | 6    | 8    | 0    | —        | —        | 10          | 3           | 0      | 0      | 53     | 9      |
| Real Madrid         | 2011./12.         | 23   | 5    | 2    | 0    | —        | —        | 7           | 2           | 0      | 0      | 32     | 7      |
| Real Madrid         | 2012./13.         | 32   | 7    | 9    | 2    | —        | —        | 11          | 0           | 0      | 0      | 52     | 9      |
| Real Madrid         | 2013./14.         | 34   | 4    | 7    | 4    | —        | —        | 11          | 3           | 0      | 0      | 52     | 11     |
| Real Madrid         | 2014./15.         | 0    | 0    | 0    | 0    | —        | —        | 0           | 0           | 1      | 0      | 1      | 0      |
| Real Madrid         | Ukupno            | 124  | 22   | 27   | 6    | —        | —        | 39          | 8           | 1      | 0      | 191    | 36     |
| Manchester United   | 2014./15.         | 27   | 3    | 5    | 1    | 0        | 0        | —           | —           | 0      | 0      | 32     | 4      |
| Manchester United   | Ukupno            | 27   | 3    | 5    | 1    | 0        | 0        | —           | —           | 0      | 0      | 32     | 4      |
| Paris Saint-Germain | 2015./16.         | 29   | 10   | 4    | 0    | 4        | 2        | 10          | 3           | 0      | 0      | 47     | 15     |
| Paris Saint-Germain | 2016./17.         | 29   | 6    | 3    | 1    | 3        | 3        | 7           | 4           | 1      | 0      | 43     | 14     |
| Paris Saint-Germain | Ukupno            | 58   | 16   | 7    | 1    | 7        | 5        | 17          | 7           | 1      | 0      | 90     | 29     |
| Ukupno u karijeri   | Ukupno u karijeri | 314  | 54   | 46   | 8    | 19       | 7        | 89          | 21          | 1      | 0      | 476    | 90     |

## Vanjske poveznice
- Real Madrid official profile
- Topforward profile
- Profile at FutbolPunto with maps and graphs  Arhivirana inačica izvorne stranice od 11. srpnja 2011. (Wayback Machine) (šp.)
- Argentine Primera statistics (šp.)
- Career details  Arhivirana inačica izvorne stranice od 13. srpnja 2011. (Wayback Machine) at Irish Times
- Angel Di Maria PortuGOAL profile  Arhivirana inačica izvorne stranice od 27. studenoga 2011. (Wayback Machine)
- ESPN Profile  Arhivirana inačica izvorne stranice od 13. veljače 2010. (Wayback Machine)
- BDFutbol profile
- Transfermarkt profile
- 2010 FIFA World Cup profile  Arhivirana inačica izvorne stranice od 13. svibnja 2012. (Wayback Machine)